# Oleg Czen
Oleg Borisowicz Czen (ros. Олег Борисович Чен; ur. 22 listopada 1988 w Ałma-Acie) – rosyjski sztangista, trzykrotny wicemistrz świata i dwukrotny mistrz Europy.

## Kariera
Pierwszy sukces na arenie międzynarodowej osiągnął w 2008 roku, kiedy zdobył złoty medal w wadze lekkiej podczas mistrzostw świata juniorów w Cali. Na rozgrywanych trzy lata później mistrzostwach świata w Paryżu zdobył srebrny medal. Rozdzielił tam na podium dwóch Chińczyków: Tang Deshang i Wu Chao. W 2013 roku najpierw zwyciężył na mistrzostwach Europy w Tiranie, a następnie zajął drugie miejsce podczas mistrzostw świata we Wrocławiu, gdzie przegrał tylko z Chińczykiem Liao Hui. Rok później zwyciężył na mistrzostwach Europy w Tel Awiwie, a w 2015 roku zdobył kolejny srebrny medal, zajmując drugie miejsce na mistrzostwach świata w Houston. Uplasował się tam za Chińczykiem Shi Zhiyongiem, a przed Daniýarem Ismailowem z Turcji. Nie startował na igrzyskach olimpijskich.

## Osiągnięcia
| Rok  | Zawody             | Miasto  | Miejsce | Kategoria | Wynik  |
| ---- | ------------------ | ------- | ------- | --------- | ------ |
| 2011 | Mistrzostwa świata | Paryż   | 2       | do 69 kg  | 336 kg |
| 2013 | Mistrzostwa świata | Wrocław | 2       | do 69 kg  | 340 kg |
| 2015 | Mistrzostwa świata | Houston | 2       | do 69 kg  | 344 kg |